# اکسامتاسین
اکسامتاسین (انگلیسی: Oxametacin) یک داروی ضدالتهاب غیراستروئیدی است.